# Микоян, Анастас Иванович
Анаста́с Ива́нович (Оване́сович) Микоя́н (арм. Անաստաս Հովհաննեսի Միկոյան; 13 (25) ноября 1895, село Санаин, Борчалинский уезд, Тифлисская губерния, Российская империя — 21 октября 1978, Москва, РСФСР, СССР) — революционер, государственный и партийный деятель СССР. Член партии с 1915 года, член ЦК с 1923 года (кандидат с 1922 года), в 1935—1966 годах член Политбюро ЦК КПСС (кандидат с 1926 года). В 1964—1965 годах председатель Президиума Верховного Совета СССР. Герой Социалистического Труда (1943).
С 1937 года заместитель, в 1955—1964 годах первый заместитель главы правительства СССР. В 1926—1955 годах (за исключением 1949—1953 годов) последовательно занимал ряд министерских (наркомовских до 1946 года) должностей, преимущественно в сфере торговли, в особенности внешней. Старший брат Артёма Микояна.
Один из наиболее влиятельных советских политиков. Являлся соратником Иосифа Сталина. Микоян начал свою карьеру при жизни Владимира Ленина и ушёл в отставку лишь при Леониде Брежневе. По этому поводу в конце 1970-х годов появилась шутка: «От Ильича до Ильича без инфаркта и паралича».
Кавалер шести орденов Ленина.

## Ранние годы

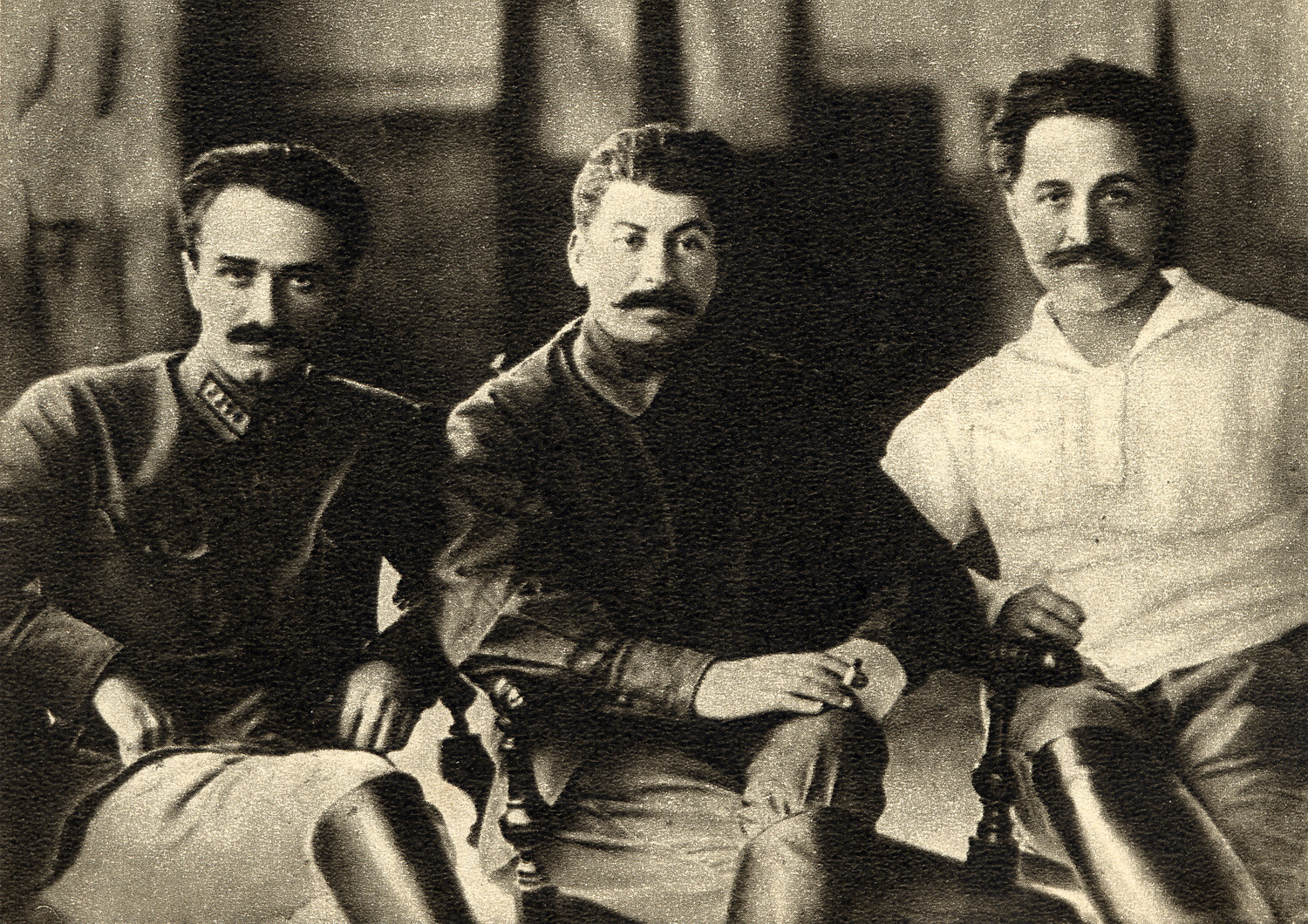
Анастас Микоян, Иосиф Сталин и Григорий Орджоникидзе, 1924 год

Родился в бедной крестьянской семье, армянин.
Обучившись сперва армянской, а затем русской грамоте, много читал. Вспоминал об оказавших на него влияние романах Раффи на национально-освободительную тематику Армении, книге Жана Жореса об истории сильно увлёкшей его Французской революции, а также послуживших формированию его мировоззрения сочинениях Д. И. Писарева. Книга Ленина «Что делать?», прочитанная им уже после начала Первой мировой войны, определила его политические взгляды. Интересно, что с детства Микоян был вегетарианцем, однако впоследствии начал употреблять мясную пищу.
Будучи учащимся Нерсисянской школы в Тифлисе, в которую поступил в 1906 году, в конце 1914 года записался в армянскую добровольческую дружину Андраника Озаняна, после чего воевал на Кавказском фронте вплоть до весны 1915 года, когда оставил армию из-за заболевания малярией. После возвращения в Тифлис вступил там в РСДРП(б) и окончил семинарию.
В 1916 году поступил в духовную академию в Эчмиадзине. В том же году написал свою первую статью в газету. Освоил грузинский и азербайджанский языки. После Февральской революции вёл партийно-пропагандистскую работу в Тифлисе и Баку. В последнем лично познакомился со Степаном Шаумяном, произведшим на него в день первого знакомства огромное впечатление. С сентября — секретарь Тифлисского парткомитета. В октябре — участник проходившего нелегального Общекавказского партсъезда. Во время мартовских событий в Баку командовал небольшим отрядом. Затем был комиссаром в бригаде Амазаспа Срванцтянa (Третья бригада Красной армии). После бегства бакинских комиссаров остался в Баку, возглавив подпольный обком большевиков. Перед взятием Баку турками Микоян добился у главы Диктатуры Центрокаспия Абрама Велунца разрешения на освобождение и последующую эвакуацию бакинских комиссаров. Вскоре Анастас Микоян вывез комиссаров на пароходе «Туркмен», но в Красноводске они были арестованы. Микоян был освобождён в феврале 1919 года и в марте того же года возглавил Бакинское бюро Кавказского крайкома РКП(б). По своим же словам, Микоян выступал за независимость Азербайджана ещё в 1919 году и разошёлся в этом вопросе со многими армянскими коммунистами, за что в армянских кругах Баку его скоро стали называть «мусульманским коммунистом». В октябре 1919 года был вызван в Москву, где стал членом ВЦИК.
Стал одним из руководителей революционного движения на Кавказе. Уже членом Президиума бакинского комитета РСДРП(б), Анастас Микоян был редактором газет «Социал-демократ» и «Известия Бакинского Совета».
26 апреля 1920 года на азербайджано-дагестанскую границу в штаб группы бронепоездов прибыла делегация ЦК КП(б) Азербайджана, в числе которой был Микоян. В ночь с 27 на 28 апреля в Баку вспыхнуло восстание красных, в 4 утра на вокзал Баку на бронепоезде «III Интернационал» Микоян прибыл в город в качестве уполномоченного Реввоенсовета 11-й армии. Позднее Микоян писал о настоящем братании бакинцев с красноармейцами, «объятьях, всеобщем ликовании». С июля 1920 года — председатель Азербайджанского Совета Профессиональных Союзов (АСПС).
Будучи секретарём Бакинского комитета партии, обвинялся председателем СНК Азербайджанской ССР Нариманом Наримановым в дискриминации мусульманских рабочих и ведении систематической работы по его, Нариманова, смещению. Нариманов был убеждён, что Микоян ещё весной 1920 года стремился лишить его влияния.

## Политическая карьера (1920—1953)

### Нижний Новгород и Северный Кавказ
С октября 1920 года находился на руководящей партийной работе в Нижнем Новгороде. В 1921—1922 годах — секретарь Нижегородского губернского комитета РКП(б). Коммунар ЧОН. Вскоре по рекомендации Сталина Микоян был назначен секретарём Юго-Восточного бюро ЦК РКП(б).
В 1922—1924 годах секретарь Юго-Восточного бюро ЦК РКП(б) в Ростове-на-Дону. С 1922 года был кандидатом, а с 1923 года — членом ЦК РКП(б). В 1924—1926 годах секретарь Северо-Кавказского крайкома партии, член РВС Северо-Кавказского военного округа. В 1920-е годы Микоян занимал умеренную линию, которая выразилась во время его пребывания на Северном Кавказе в его политике в отношении к казачеству и другим национальностям. Чеченская автономная область была создана в 1922 году по инициативе Микояна. По отношению к крестьянству занимал чуть ли не правую позицию, предлагая бороться с кризисом хлебозаготовок не чрезвычайными мерами, а расширением поставок в деревню промышленной продукции. По рекомендации Сталина с 23 июля 1926 года кандидат в члены Политбюро.

### Нарком торговли и пищепрома
С 14 августа 1926 года народный комиссар внутренней и внешней торговли СССР (являлся самым молодым наркомом), преемник Льва Каменева. На этом посту, с целью пополнения государственной казны, ему была вменена в обязанность продажа некоторых произведений искусства из советских музеев.
22 ноября 1930 года Наркомат внешней и внутренней торговли был разделён на Наркомат внешней торговли и Наркомат снабжения; последний возглавил Микоян. В свою очередь Наркомат снабжения 29 июля 1934 года был разделён на Наркомат внутренней торговли и Наркомат пищевой промышленности, который тогда же возглавил Микоян. На этом посту он в 1936 году посетил США с целью ознакомления с новейшими технологиями. В ходе этой поездки были закуплены и перенесены в СССР многие технологии и продукты в пищевой, торговой и смежных областях (фасовка продуктов в магазинах, быстрая заморозка, холодильная техника, промышленное производство полуфабрикатов, консервов и т. д.), в СССР появился ряд новых продуктов, включая кетчуп и гамбургеры (позже — «микояновские котлеты»). Сумел добиться быстрого развития пищевой отрасли, о чём до сих пор напоминает название Микояновского мясокомбината.
С 1935 года член Политбюро. В 1938—1949 годах нарком (министр с марта 1946 года) внешней торговли. В 1938 году избран в Верховный Совет БАССР первого созыва.
По настоянию Анастаса Микояна в 1932 году в общественном питании в СССР были введены рыбные дни.

### Время сталинских репрессий
В сентябре 1937 года по приказу Сталина Микоян выезжал в Армянскую ССР для проведения репрессий работников партийных и государственных органов этой республики. Он прибыл в Ереван через неделю после прибытия Маленкова и бригады НКВД под руководством начальника IV секретно-политического отдела ГУГБ НКВД М. И. Литвина. В Армении Микоян пытался спасти своего старого товарища Д. А. Шавердяна, но безуспешно. Как утверждает его сын Серго, став наркомом внешней торговли, Микоян добился от Сталина указания НКВД «не вмешиваться в работу Внешторга», то есть не арестовывать его сотрудников.
Возглавлял комиссию ЦК по определению судьбы Бухарина и Рыкова. В 1937 году, он, в частности, вместе с Ежовым был докладчиком на февральско-мартовском Пленуме ЦК ВКП(б) по делу Бухарина. Именно Микоян выступал от имени Политбюро ЦК ВКП(б) на торжественном активе НКВД в Большом театре Союза ССР, посвящённом 20-летию органов ВЧК-ГПУ-НКВД. После восхваления деятельности Ежова и оправдания массовых репрессий Микоян закончил свой доклад словами: «Славно поработало НКВД за это время!», — имея в виду 1937 год. Впрочем, как утверждает его сын, сам «доклад» был заранее написан и передан Микояну, а тот лишь зачитал его.

### Великая Отечественная война и послевоенное время

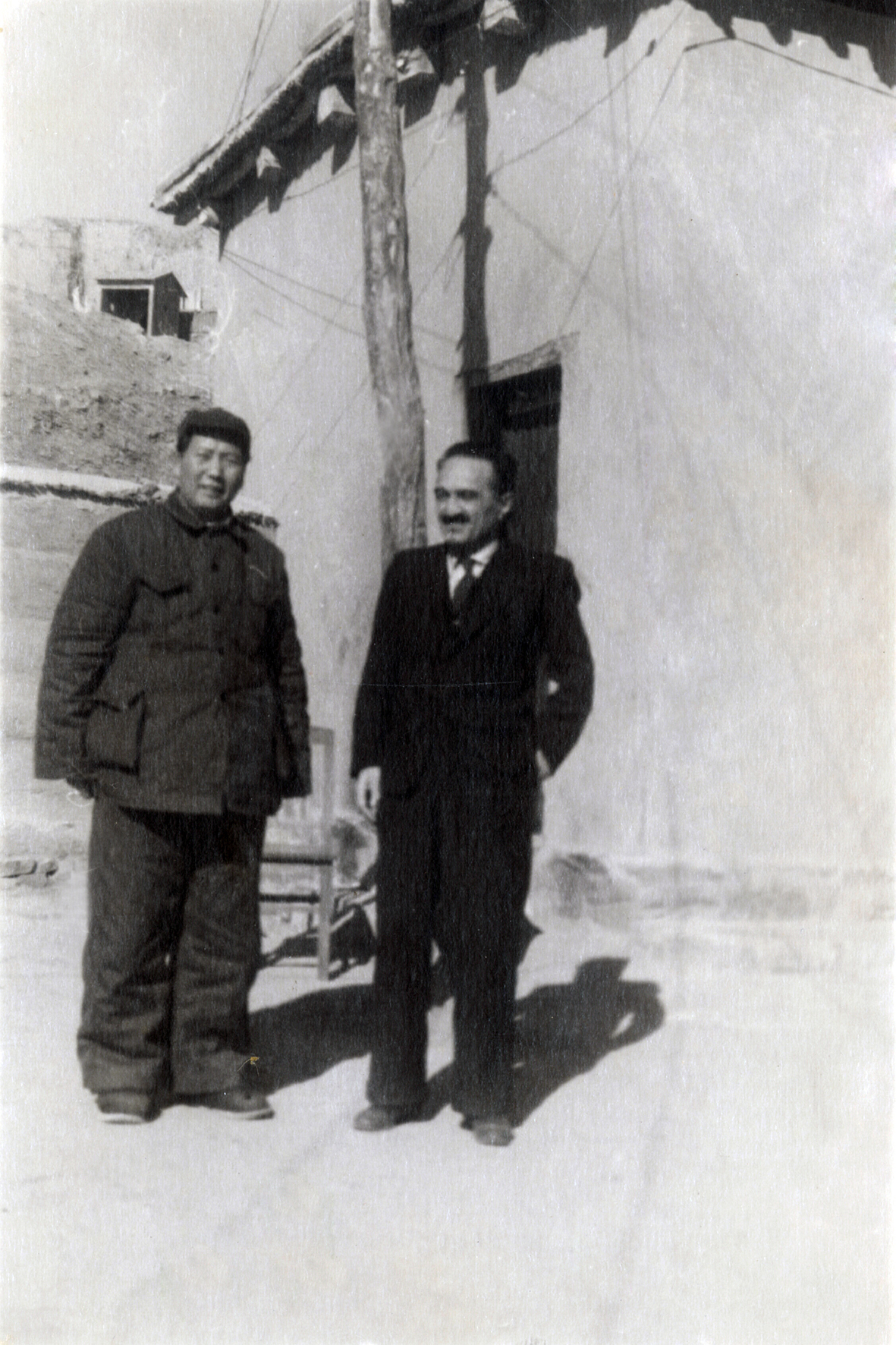
А. И. Микоян и Мао Цзэдун в посёлке Сибайпо в уезде Пиньшань Китая в феврале 1949 г.

С 1941 года был председателем комитета продовольственно-вещевого снабжения Красной армии, а также членом Совета по эвакуации и Государственного комитета по восстановлению хозяйства освобождённых районов, с 1942 года был членом Государственного комитета обороны. 16 августа 1941 года со стороны СССР подписал Соглашение между СССР и Соединённым Королевством о взаимных поставках, кредите и порядке платежей, регулировавшее совместные поставки вооружений и товаров во время войны.
В 14:55 6 ноября 1942 года на Красной площади с Лобного места по остановившейся перед перегородившим дорогу извозчиком машине Микояна были произведены три выстрела из винтовки дезертировавшим красноармейцем Савелием Дмитриевым из Усть-Каменогорска, затем завязавшим бой с кремлёвской охраной. С помощью двух гранат его удалось обезвредить. Дмитриев принял машину Микояна за машину Иосифа Сталина. Дмитриев был расстрелян в 1950 году.
Указом Президиума Верховного Совета СССР от 30 сентября 1943 года за особые заслуги в области постановки дела снабжения Красной Армии продовольствием, горючим и вещевым имуществом в трудных условиях военного времени Анастасу Ивановичу Микояну было присвоено звание Героя Социалистического Труда с вручением ордена Ленина и медали «Серп и Молот».
С преобразованием Совета Народных Комиссаров СССР в Совет Министров СССР в 1946 году Микоян сохранил должности заместителя председателя Совета Министров СССР и министра внешней торговли СССР.
К концу 1940-х годов, наряду с В. Молотовым, оказался в угрожающем положении из-за готовившейся Иосифом Сталиным новой «чистки». Показания против Микояна выбивались у обвиняемых по делу «Еврейского антифашистского комитета».
В январе-феврале 1949 отправился в Китай для встречи с руководством КПК и, в частности, с Мао Цзэдуном.
В 1949 году был снят с поста министра внешней торговли, а в 1952 году Сталин обрушился на него с нападками на пленуме ЦК после XIX съезда, он и Молотов были подвергнуты уничтожительной критике. Он был избран в Президиум ЦК, но не был включён в секретное, не предусмотренное партийным уставом бюро Президиума .

## После смерти Сталина

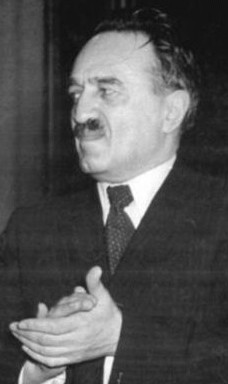
1954

После смерти Сталина бюро Президиума ЦК было ликвидировано, состав Президиума ЦК существенно сокращён, Микоян остался его членом, в результате чего он вернулся в состав высшего руководства страны. Недавняя опала, а затем восстановление его позиций во власти остались в тайне для рядовых членов КПСС и населения страны, так как в печати о существовании бюро Президиума не сообщалось. Микоян сохранил должность заместителя председателя Совета Министров и возглавил министерство внутренней и внешней торговли, образованное тогда же объединением министерства внешней торговли и министерства торговли. 24 августа того же года оно было опять разъединено, Микоян стал министром торговли.
По инициативе Микояна в 1956 году был создан Институт мировой экономики и международных отношений, его первым директором был назначен А. А. Арзуманян (жёны Микояна и Арзуманяна были сёстрами).

### Десталинизация
Уже в марте 1954 года в выступлении в Ереване Микоян призвал к реабилитации поэта Егише Чаренца, жертвы сталинских репрессий. В том же году Микоян вместе с Ольгой Шатуновской, Алексеем Снеговым и Львом Шаумяном работал над началом десталинизации. Первым до Н. С. Хрущёва выступил с осуждением культа личности Сталина и в конечном итоге поддержал Хрущёва в осуждении Сталина. Так, во время XX съезда выступил фактически с антисталинской речью (хотя и не называя Сталина по имени), заявив о существовании «культа личности», подчеркнув необходимость мирного сосуществования с Западом и мирного пути к социализму, подвергнув критике труды Сталина — «Краткий курс истории ВКП(б)» и «Экономические проблемы социализма в СССР». Вслед за этим Микоян возглавил комиссию по реабилитации заключённых. На пленуме ЦК 1957 года твёрдо поддержал Хрущёва против антипартийной группы, чем обеспечил себе новый взлёт партийной карьеры.

### Внешнеполитическая деятельность
Когда речь шла о советской помощи Албании, как и другим странам, дело решал Микоян.
…
С этим перекупщиком и барышником мы поддерживали связи по экономической и торговой части. Всё, что касалось Албании — как предоставление кредитов, так и торговый обмен — этот индивидуум рассматривал исключительно сквозь торговую призму. В нём уже исчезли интернационалистские, социалистические, дружественные чувства.
…
Будучи цифроманом, Микоян говорил на языке процентов, цифр, сравнений, таблиц.

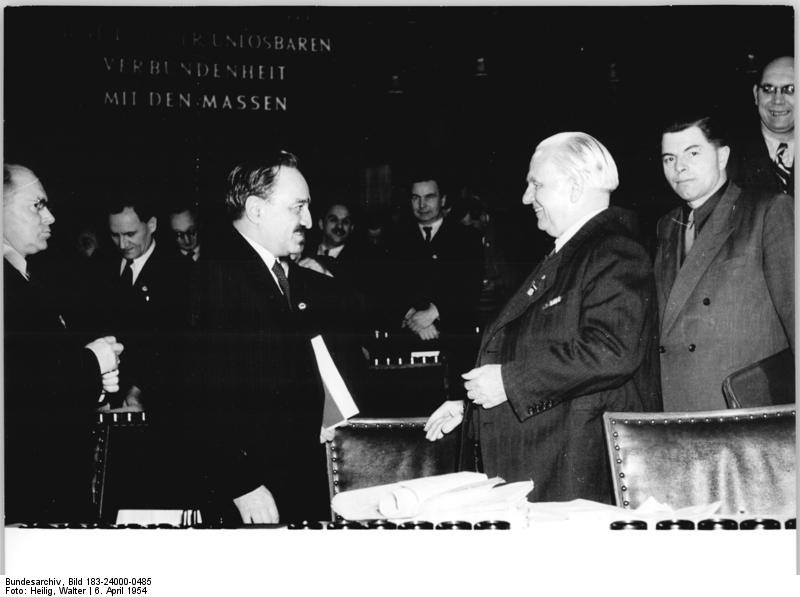
С официальном визитом в Берлин, 1954 год. Встреча с Вильгельмом Пиком

Хрущёв уже в 1954 году поручил Микояну дипломатическую задачу: как человек, не ассоциировавшийся со сталинской внешней политикой, он был направлен в Югославию для урегулирования отношений с Тито.
При принятии решения о подавлении антикоммунистических выступлений в Польше и Венгрии в 1956 году Микоян был единственным членом Политбюро, высказавшим «сомнение относительно ввода войск» в Венгрию, предлагавшим навести порядок собственными силами венгров и попытаться разрешить ситуацию политическими мерами. Александр Стыкалин: «Президиум ЦК КПСС дважды принимал решение о вводе войск — в ночь с 23 на 24 октября и 31 октября. И оба раза Микоян голосовал против». При этом лично вылетал в Будапешт в разгар кризиса для изучения обстановки на месте.
После 1957 года Микоян стал одним из главных доверенных лиц Хрущёва: он совершил поездку по странам Азии, а в 1959 году для подготовки визита Хрущёва посетил США, а также вёл переговоры с Фиделем Кастро об установлении советско-кубинских отношений. Руководители Кубинской революции произвели приятное впечатление на Микояна; о Кастро он отзывался так: «Да, он революционер. Такой же, как мы. Я чувствовал себя так, словно вернулся в дни юности».
Вероятно, во время одного из зарубежных визитов Микояна собирались убить. В 1961 году Микоян был в Японии на открытии советской торгово-промышленной выставки. Во время визита японскими властями был задержан Хироюки Кавамото, который (по данным властей) говорил, что намерен убить Микояна (у японца была обнаружена петиция против политики СССР).
В 1962 году активно участвовал в урегулировании «Карибского кризиса», ведя лично переговоры с Кеннеди и Кастро. В это время у него умерла жена, и он не присутствовал на похоронах.
В ноябре 1963 года (в день своего рождения) А. И. Микоян представлял советское руководство на похоронах убитого президента США Джона Кеннеди.

### Восстановление Чечено-Ингушской АССР
Когда в 1944 году был поднят вопрос о депортации чеченцев и ингушей, только Микоян возразил Сталину. В 1956 году, приняв группу чеченцев и ингушей, Микоян инициировал их возвращение на родину.
Из воспоминаний А. И. Микояна:

«Необходимо создать Чеченскую национальную автономию во главе с самими чеченцами».
«Будучи в Москве, я посоветовался со Сталиным. Он отнёсся к идее одобрительно, предупредил о необходимости проявить осторожность и выяснить подлинное настроение населения».

Из статьи Саида Эминова «Я поеду туда, где мой народ»:

В июне 1956 года группа из 14 чеченцев и ингушей была принята Анастасом Микояном. Одна из причин встречи именно с этим «видным советским государственным и политическим деятелем» состояла в том, что в 1920-е годы он являлся одним из руководителей Северного Кавказа, неоднократно бывал в вайнахских селениях.
По словам побывавших на приёме, Микоян сделал всё, чтобы не оставить у «гостей» никакого впечатления о своём личном отношении к ним и к вопросу, который заставил их просить о встрече.
Атмосферу, в которой проходил разговор, ингуш-писатель Идрис Базоркин описал так: «Ни одной улыбки, ни капли тепла, ни одного человеческого слова…».

В июле 1956 года вышел Указ Президиума Верховного Совета СССР «О снятии ограничений по спецпереселению с чеченцев, ингушей, карачаевцев и членов их семей…»— Саид Эминов. «Я поеду туда, где мой народ»
Весной и летом 1957 года на родину вернулись около 140 тысяч человек.

### Новочеркасский расстрел
С 1 июня 1962 года в Советском Союзе были значительно повышены цены на основные продукты питания (мясо, молоко, масло в среднем на 30 %) и одновременно пересмотрены тарифные ставки рабочих. 1-2 июня 1962 года в Новочеркасске произошли массовые демонстрации рабочих, протестовавших против понижения уровня жизни. Выступления в основном носили стихийный характер. Рабочие вышли на центральную площадь, чтобы вступить в диалог с городскими властями. Испугавшись ответственности, местное руководство на контакт с выступившими рабочими не пошло и поспешило запросить Москву, какие предпринимать действия. Тем временем стало совершенно очевидно, что люди, собравшиеся на площади, не собирались расходиться и что своими силами местные власти с ними не справятся. В Новочеркасск из Москвы для выяснения обстановки Хрущёв направил Микояна и Фрола Козлова. Микоян хотел встретиться с рабочими и вести переговоры, но Козлов настаивал на разгоне демонстрации с помощью военной силы.
Операция по вытеснению демонстрации с площади закончилась кровопролитием. 16 человек было убито, 42 — ранено и более 100 человек было арестовано. В августе состоялся судебный процесс, на котором семь человек было приговорено к высшей мере наказания и семь к 15 годам лишения свободы. Правда о событиях 1-2 июня в Новочеркасске в течение десятилетий скрывалась официальными властями. Только в конце 1980-х годов появились объективные публикации об этих событиях. Главная военная прокуратура Российской Федерации в 1992 году возбудила по факту новочеркасского расстрела уголовное дело против Хрущёва, Козлова, Микояна и ещё восьми человек, которое было прекращено в связи со смертью фигурантов.

### Председатель Президиума Верховного Совета СССР. В отставке
С 15 июля 1964 года по 9 декабря 1965 года Председатель Президиума Верховного Совета СССР (формально — высшая государственная должность). Во время октябрьского (1964 г.) пленума ЦК КПСС пытался осторожно защищать Хрущёва, подчёркивая его внешнеполитические заслуги. В результате в декабре 1965 года Микоян был отправлен в отставку как достигший 70-летнего возраста и заменён Николаем Подгорным. При этом Анастас Микоян остался членом ЦК КПСС и членом Президиума Верховного Совета СССР (1965—1974), был награждён шестым орденом Ленина. 
В 1966 году по просьбе Микояна Д. Б. Гиссен (1901—не ранее 1977) написал воспоминания об их совместной работе «С Микояном в трёх наркоматах».
В 1976 году не участвовал в работе XXV съезда КПСС и не был избран членом ЦК КПСС, однако до самой смерти продолжал быть депутатом Верховного Совета СССР.
Оставил много заметок и надиктованных на плёнку воспоминаний, составивших основу книги «Так было: Размышления о минувшем».
21 октября 1978 года Анастас Микоян скончался в Москве в возрасте 82 лет от воспаления лёгких. Похоронен рядом с женой на Новодевичьем кладбище, согласно собственному завещанию. На его могиле есть эпитафия на армянском языке.
Материалы фонда Анастаса Микояна хранятся в Российском государственном архиве социально-политической истории.

## Награды и звания
- Герой Социалистического Труда и медаль «Серп и Молот» (30.09.1943) — «за особые заслуги в области постановки дела снабжения Красной Армии продовольствием в трудных условиях военного времени»
- 6 орденов Ленина:

1. 17.01.1936 — за «перевыполнение производственного плана 1935 года по Народному комиссариату пищевой промышленности Союза ССР и достигнутые успехи в деле организации производства и овладения техникой»
2. 30.09.1943 — к званию Герой Социалистического Труда
3. 24.11.1945 — в связи с 50-летием со дня рождения
4. 24.11.1955 — в связи с 60-летием со дня рождения и «отмечая выдающиеся заслуги перед Коммунистической партией и советским народом»
5. 24.11.1965 — в связи с 70-летием со дня рождения
6. 25.11.1975 — в связи с 80-летием со дня рождения

- Орден Октябрьской Революции (02.12.1970)
- Орден Красного Знамени (20.02.1928)

## Семья
|      |      |      |      |        |        |        |        |        |        |        |        |                                         |                                         |                                         |                                         | Ованес Микоян                           | Ованес Микоян                           | Ованес Микоян                    | Ованес Микоян                    | Ованес Микоян                               | Ованес Микоян                               |                                             |                                             | Астхик Туманян                              | Астхик Туманян                              | Астхик Туманян                      | Астхик Туманян                      | Астхик Туманян                         | Астхик Туманян                         |                                        |                                        |                                        |                                        |                   |                   |                            |                            |                            |                            |                            |                            |                  |                  |                  |                  |  |  |  |  |  |  |  |  |  |  |  |  |  |  |  |  |  |  |  |  |  |  |  |  |  |  |  |  |  |  |
|      |      |      |      |        |        |        |        |        |        |        |        |                                         |                                         |                                         |                                         | Ованес Микоян                           | Ованес Микоян                           | Ованес Микоян                    | Ованес Микоян                    | Ованес Микоян                               | Ованес Микоян                               |                                             |                                             | Астхик Туманян                              | Астхик Туманян                              | Астхик Туманян                      | Астхик Туманян                      | Астхик Туманян                         | Астхик Туманян                         |                                        |                                        |                                        |                                        |                   |                   |                            |                            |                            |                            |                            |                            |                  |                  |                  |                  |  |  |  |  |  |  |  |  |  |  |  |  |  |  |  |  |  |  |  |  |  |  |  |  |  |  |  |  |  |  |
|      |      |      |      |        |        |        |        |        |        |        |        |                                         |                                         |                                         |                                         |                                         |                                         |                                  |                                  |                                             |                                             |                                             |                                             |                                             |                                             |                                     |                                     |                                        |                                        |                                        |                                        |                                        |                                        |                   |                   |                            |                            |                            |                            |                            |                            |                  |                  |                  |                  |  |  |  |  |  |  |  |  |  |  |  |  |  |  |  |  |  |  |  |  |  |  |  |  |  |  |  |  |  |  |
|      |      |      |      |        |        |        |        |        |        |        |        |                                         |                                         |                                         |                                         |                                         |                                         |                                  |                                  |                                             |                                             |                                             |                                             |                                             |                                             |                                     |                                     |                                        |                                        |                                        |                                        |                                        |                                        |                   |                   |                            |                            |                            |                            |                            |                            |                  |                  |                  |                  |  |  |  |  |  |  |  |  |  |  |  |  |  |  |  |  |  |  |  |  |  |  |  |  |  |  |  |  |  |  |
|      |      |      |      | Ерванд | Ерванд | Ерванд | Ерванд | Ерванд | Ерванд |        |        |                                         |                                         |                                         |                                         | Анастас Иванович (1895—1978)            | Анастас Иванович (1895—1978)            | Анастас Иванович (1895—1978)     | Анастас Иванович (1895—1978)     | Анастас Иванович (1895—1978)                | Анастас Иванович (1895—1978)                |                                             |                                             | Ашхен Лазаревна Туманян (1896—1962)         | Ашхен Лазаревна Туманян (1896—1962)         | Ашхен Лазаревна Туманян (1896—1962) | Ашхен Лазаревна Туманян (1896—1962) | Ашхен Лазаревна Туманян (1896—1962)    | Ашхен Лазаревна Туманян (1896—1962)    |                                        |                                        |                                        |                                        |                   |                   | Артём Иванович (1905—1970) | Артём Иванович (1905—1970) | Артём Иванович (1905—1970) | Артём Иванович (1905—1970) | Артём Иванович (1905—1970) | Артём Иванович (1905—1970) |                  |                  |                  |                  |  |  |  |  |  |  |  |  |  |  |  |  |  |  |  |  |  |  |  |  |  |  |  |  |  |  |  |  |  |  |
|      |      |      |      | Ерванд | Ерванд | Ерванд | Ерванд | Ерванд | Ерванд |        |        |                                         |                                         |                                         |                                         | Анастас Иванович (1895—1978)            | Анастас Иванович (1895—1978)            | Анастас Иванович (1895—1978)     | Анастас Иванович (1895—1978)     | Анастас Иванович (1895—1978)                | Анастас Иванович (1895—1978)                |                                             |                                             | Ашхен Лазаревна Туманян (1896—1962)         | Ашхен Лазаревна Туманян (1896—1962)         | Ашхен Лазаревна Туманян (1896—1962) | Ашхен Лазаревна Туманян (1896—1962) | Ашхен Лазаревна Туманян (1896—1962)    | Ашхен Лазаревна Туманян (1896—1962)    |                                        |                                        |                                        |                                        |                   |                   | Артём Иванович (1905—1970) | Артём Иванович (1905—1970) | Артём Иванович (1905—1970) | Артём Иванович (1905—1970) | Артём Иванович (1905—1970) | Артём Иванович (1905—1970) |                  |                  |                  |                  |  |  |  |  |  |  |  |  |  |  |  |  |  |  |  |  |  |  |  |  |  |  |  |  |  |  |  |  |  |  |
|      |      |      |      |        |        |        |        |        |        |        |        |                                         |                                         |                                         |                                         |                                         |                                         |                                  |                                  |                                             |                                             |                                             |                                             |                                             |                                             |                                     |                                     |                                        |                                        |                                        |                                        |                                        |                                        |                   |                   |                            |                            |                            |                            |                            |                            |                  |                  |                  |                  |  |  |  |  |  |  |  |  |  |  |  |  |  |  |  |  |  |  |  |  |  |  |  |  |  |  |  |  |  |  |
|      |      |      |      |        |        |        |        |        |        |        |        |                                         |                                         |                                         |                                         |                                         |                                         |                                  |                                  |                                             |                                             |                                             |                                             |                                             |                                             |                                     |                                     |                                        |                                        |                                        |                                        |                                        |                                        |                   |                   |                            |                            |                            |                            |                            |                            |                  |                  |                  |                  |  |  |  |  |  |  |  |  |  |  |  |  |  |  |  |  |  |  |  |  |  |  |  |  |  |  |  |  |  |  |
| Жора | Жора | Жора | Жора | Жора   | Жора   |        |        | Кардей | Кардей | Кардей | Кардей | Кардей                                  | Кардей                                  |                                         |                                         | Владимир Анастасович (1924—1942)        | Владимир Анастасович (1924—1942)        | Владимир Анастасович (1924—1942) | Владимир Анастасович (1924—1942) | Владимир Анастасович (1924—1942)            | Владимир Анастасович (1924—1942)            |                                             |                                             | Вано (Иван) Анастасович (1927—2016)         | Вано (Иван) Анастасович (1927—2016)         | Вано (Иван) Анастасович (1927—2016) | Вано (Иван) Анастасович (1927—2016) | Вано (Иван) Анастасович (1927—2016)    | Вано (Иван) Анастасович (1927—2016)    |                                        |                                        | Наталья Артёмовна                      | Наталья Артёмовна                      | Наталья Артёмовна | Наталья Артёмовна | Наталья Артёмовна          | Наталья Артёмовна          |                            |                            | Ованес Артёмович           | Ованес Артёмович           | Ованес Артёмович | Ованес Артёмович | Ованес Артёмович | Ованес Артёмович |  |  |  |  |  |  |  |  |  |  |  |  |  |  |  |  |  |  |  |  |  |  |  |  |  |  |  |  |  |  |
| Жора | Жора | Жора | Жора | Жора   | Жора   |        |        | Кардей | Кардей | Кардей | Кардей | Кардей                                  | Кардей                                  |                                         |                                         | Владимир Анастасович (1924—1942)        | Владимир Анастасович (1924—1942)        | Владимир Анастасович (1924—1942) | Владимир Анастасович (1924—1942) | Владимир Анастасович (1924—1942)            | Владимир Анастасович (1924—1942)            |                                             |                                             | Вано (Иван) Анастасович (1927—2016)         | Вано (Иван) Анастасович (1927—2016)         | Вано (Иван) Анастасович (1927—2016) | Вано (Иван) Анастасович (1927—2016) | Вано (Иван) Анастасович (1927—2016)    | Вано (Иван) Анастасович (1927—2016)    |                                        |                                        | Наталья Артёмовна                      | Наталья Артёмовна                      | Наталья Артёмовна | Наталья Артёмовна | Наталья Артёмовна          | Наталья Артёмовна          |                            |                            | Ованес Артёмович           | Ованес Артёмович           | Ованес Артёмович | Ованес Артёмович | Ованес Артёмович | Ованес Артёмович |  |  |  |  |  |  |  |  |  |  |  |  |  |  |  |  |  |  |  |  |  |  |  |  |  |  |  |  |  |  |
|      |      |      |      |        |        |        |        |        |        |        |        | Степан Анастасович (1922—2017)          | Степан Анастасович (1922—2017)          | Степан Анастасович (1922—2017)          | Степан Анастасович (1922—2017)          | Степан Анастасович (1922—2017)          | Степан Анастасович (1922—2017)          |                                  |                                  | Алексей Анастасович (1925—1986)             | Алексей Анастасович (1925—1986)             | Алексей Анастасович (1925—1986)             | Алексей Анастасович (1925—1986)             | Алексей Анастасович (1925—1986)             | Алексей Анастасович (1925—1986)             |                                     |                                     | Серго (Сергей) Анастасович (1929—2010) | Серго (Сергей) Анастасович (1929—2010) | Серго (Сергей) Анастасович (1929—2010) | Серго (Сергей) Анастасович (1929—2010) | Серго (Сергей) Анастасович (1929—2010) | Серго (Сергей) Анастасович (1929—2010) |                   |                   | Светлана Артёмовна         | Светлана Артёмовна         | Светлана Артёмовна         | Светлана Артёмовна         | Светлана Артёмовна         | Светлана Артёмовна         |                  |                  |                  |                  |  |  |  |  |  |  |  |  |  |  |  |  |  |  |  |  |  |  |  |  |  |  |  |  |  |  |  |  |  |  |
|      |      |      |      |        |        |        |        |        |        |        |        | Степан Анастасович (1922—2017)          | Степан Анастасович (1922—2017)          | Степан Анастасович (1922—2017)          | Степан Анастасович (1922—2017)          | Степан Анастасович (1922—2017)          | Степан Анастасович (1922—2017)          |                                  |                                  | Алексей Анастасович (1925—1986)             | Алексей Анастасович (1925—1986)             | Алексей Анастасович (1925—1986)             | Алексей Анастасович (1925—1986)             | Алексей Анастасович (1925—1986)             | Алексей Анастасович (1925—1986)             |                                     |                                     | Серго (Сергей) Анастасович (1929—2010) | Серго (Сергей) Анастасович (1929—2010) | Серго (Сергей) Анастасович (1929—2010) | Серго (Сергей) Анастасович (1929—2010) | Серго (Сергей) Анастасович (1929—2010) | Серго (Сергей) Анастасович (1929—2010) |                   |                   | Светлана Артёмовна         | Светлана Артёмовна         | Светлана Артёмовна         | Светлана Артёмовна         | Светлана Артёмовна         | Светлана Артёмовна         |                  |                  |                  |                  |  |  |  |  |  |  |  |  |  |  |  |  |  |  |  |  |  |  |  |  |  |  |  |  |  |  |  |  |  |  |
|      |      |      |      |        |        |        |        |        |        |        |        | Александр Степанович (Алик) (род. 1952) | Александр Степанович (Алик) (род. 1952) | Александр Степанович (Алик) (род. 1952) | Александр Степанович (Алик) (род. 1952) | Александр Степанович (Алик) (род. 1952) | Александр Степанович (Алик) (род. 1952) |                                  |                                  | Анастас Алексеевич (Стас Намин) (род. 1951) | Анастас Алексеевич (Стас Намин) (род. 1951) | Анастас Алексеевич (Стас Намин) (род. 1951) | Анастас Алексеевич (Стас Намин) (род. 1951) | Анастас Алексеевич (Стас Намин) (род. 1951) | Анастас Алексеевич (Стас Намин) (род. 1951) |                                     |                                     |                                        |                                        |                                        |                                        |                                        |                                        |                   |                   |                            |                            |                            |                            |                            |                            |                  |                  |                  |                  |  |  |  |  |  |  |  |  |  |  |  |  |  |  |  |  |  |  |  |  |  |  |  |  |  |  |  |  |  |  |
|      |      |      |      |        |        |        |        |        |        |        |        | Александр Степанович (Алик) (род. 1952) | Александр Степанович (Алик) (род. 1952) | Александр Степанович (Алик) (род. 1952) | Александр Степанович (Алик) (род. 1952) | Александр Степанович (Алик) (род. 1952) | Александр Степанович (Алик) (род. 1952) |                                  |                                  | Анастас Алексеевич (Стас Намин) (род. 1951) | Анастас Алексеевич (Стас Намин) (род. 1951) | Анастас Алексеевич (Стас Намин) (род. 1951) | Анастас Алексеевич (Стас Намин) (род. 1951) | Анастас Алексеевич (Стас Намин) (род. 1951) | Анастас Алексеевич (Стас Намин) (род. 1951) |                                     |                                     |                                        |                                        |                                        |                                        |                                        |                                        |                   |                   |                            |                            |                            |                            |                            |                            |                  |                  |                  |                  |  |  |  |  |  |  |  |  |  |  |  |  |  |  |  |  |  |  |  |  |  |  |  |  |  |  |  |  |  |  |
|      |      |      |      |        |        |        |        |        |        |        |        |                                         |                                         |                                         |                                         |                                         |                                         |                                  |                                  | Артём Анастасович (1993—2023)               |                                             |                                             |                                             |                                             |                                             |                                     |                                     |                                        |                                        |                                        |                                        |                                        |                                        |                   |                   |                            |                            |                            |                            |                            |                            |                  |                  |                  |                  |  |  |  |  |  |  |  |  |  |  |  |  |  |  |  |  |  |  |  |  |  |  |  |  |  |  |  |  |  |  |

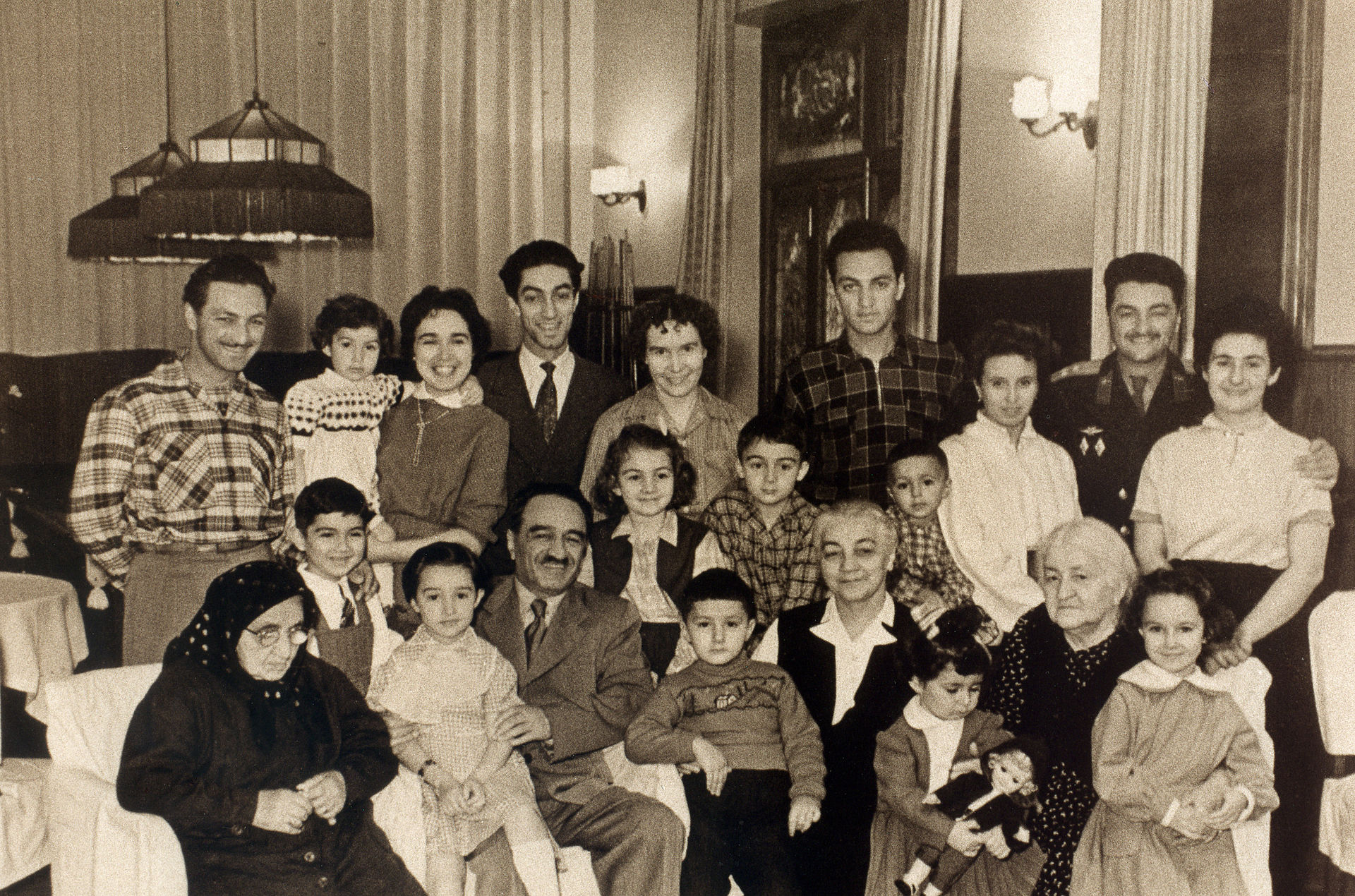
Семья Анастаса Микояна в 1960-х годах

Отец умер в 1918 году, после чего мать долгие годы жила вместе с сыном.
- Брат Ерванд Иванович Микоян.
- Брат Артём Иванович Микоян (1905—1970) — авиаконструктор.

Супруга Ашхен Лазаревна Туманян (1896—1962). Сыновья:
- Степан Анастасович Микоян (1922—2017) — лётчик-испытатель.
  - Внук Александр Степанович Микоян (род. 1952, Москва) — советский и российский рок-музыкант и автогонщик.
- Владимир Анастасович Микоян (1924—1942) — военный лётчик, погиб в бою под Сталинградом.
- Алексей Анастасович Микоян (1925—1986) — военный лётчик.
  - Внук: Стас Намин (настоящее имя Анастас Алексеевич Микоян) — музыкант, композитор и продюсер.
- Вано (Иван) Анастасович Микоян (1927—2016) — инженер-конструктор МиГ-29.
  - Внучка: Ольга Ивановна Микоян — работник ЦВК «Экспоцентр».
- Серго Анастасович Микоян (1929—2010) — историк и публицист.
  - Был женат дважды, дети в обоих браках. Первая жена — дочь секретаря ЦК А. А. Кузнецова, репрессированного вскоре после свадьбы.

## Сочинения
- Диспропорция и товарный голод. — [Харьков] : Пролетарий, 1927. — 30, [1] с.

### Мемуары
- Мысли и воспоминания о Ленине. — М.: Политиздат, 1970.
- Дорогой борьбы: Книга первая. — М.: Политиздат, 1971. — 590 с., илл.
- В начале двадцатых… — М.: Политиздат, 1975.
- В дни блокады (к вопросу о снабжении осажденного Ленинграда). // Военно-исторический журнал. — 1977. — № 2. — С.45-54.
- В Совете по эвакуации. // Военно-исторический журнал. — 1989. — № 3. — С.31-38.
- Так было : Размышления о минувшем. — М. : Вагриус, 1999. — 636, [1] с., [24] л. ил., портр. — (Мой 20 век). — ISBN 5-264-00032-8

## Память

Могила А. И. Микояна на Новодевичьем кладбище Москвы

В честь Анастаса Микояна были названы:
- Московский мясокомбинат (с 1934 года; затем — фирма «Микомс», фирма «Микоян», Микояновский мясокомбинат)
- Пищевой комбинат в Москве (в 1930-х—1940-х годах)[45]
- Всесоюзный институт табака и махорки (ВИТИМ)
- Всесоюзный НИИ холодильной промышленности
- Хлебозавод № 12 (Ленинград)[46]
- Московская кофе-диэтическая фабрика[47]
- Киевский технологический институт пищевой промышленности (КТИПП)
- Куйбышевский инженерно-строительный институт имени А. И. Микояна
- Государственный театр юного зрителя (Ереван)
- скалы Анастаса Микояна в Антарктиде
- залив Микояна на острове Большевик в архипелаге Северная Земля
- один из городских районов Мурманска — ныне Октябрьский
- улица в Мурманске — ныне улица Полярные Зори
- село Микояновка — ныне посёлок Октябрьский (Белгородская область)
- посёлок Микоянабад — ныне Кабадиён (Таджикистан)
- посёлок имени Микояна — ныне город Кара-Балта (Киргизия)
- село имени Микояна — ныне село имени Мичурина (Татарстан)
- посёлок Микоян — ныне Ехегнадзор (Армения)
- хутор Микоян — ныне Таловый (Ростовская область)
- посёлок Микояновск — ныне Октябрьский (Камчатский край)
- посёлок Микояновск — ныне Хинганск (Еврейская автономная область)
- город Микоян-Шахар (1926—1944) — ныне Карачаевск
- село Микоян — ныне Ынтымак (Туркестанская область)
- улица Микояна, город Карачаевск
- Микояновский район — ныне Октябрьский (Ханты-Мансийский автономный округ — Югра)
- группа Талицких заводов (с 1 апреля 1939 по 1 июня 1941 года)
- улица Микояна, город Запорожье — ныне улица Богдана Завады
- судно-лесовоз (1928)
- ледокол (1938) проекта 51, в серии «И. Сталин», «В. Молотов», «Л. Каганович», «А. Микоян». Единственное судно серии, сохранившее своё имя после смерти Сталина.
- остановочный пункт Микояна (пригородное сообщение) на улице Нансена в Пролетарском районе города Ростова-на-Дону.
- проспект Микояна Пролетарский район города Ростова-на-Дону (ныне Театральный проспект)

Мемориальная доска в Москве на здании бывшего Министерства торговли СССР (ул. Варварка, 14) открыта в 2007 году .
Памятник Анастасу Микояну установлен в Ереване в 2014 году.
Памятник А. И. Микояну в Центральном парке Эчмиадзина.

### Киновоплощения
- 1949 — «Падение Берлина» — Рубен Симонов
- 1952 — «Джамбул» — Ефим Копелян
- 1985 — «Битва за Москву» — Степан Микоян
- 1989 — «Сталинград» — Степан Микоян
- 1991 — «Ближний круг» — Виктор Тардян
- 1993 — «Серые волки» — Лев Дуров
- 2009 — «Вольф Мессинг: видевший сквозь время» — Саркис Амирзян
- 2009 — «И примкнувший к ним Шепилов» — Самвел Мужикян
- 2012 — «Однажды в Ростове» — Карэн Бадалов
- 2016 — «Маргарита Назарова» — Павел Груненков
- 2017 — «Смерть Сталина» — Пол Уайтхаус
- 2020 — «Дорогие товарищи!» — Георгий Пипинашвили